# Галин Манев
Галин Маринов Манев е български офицер, флотилен адмирал.

## Биография
Роден е на 2 октомври 1970 г. във Варна.
През 1994 г. завършва специалност „Корабоводене“ във Висшето военноморско училище „Никола Вапцаров“.
След това е назначаван:
- 1994 – 1995 Командир на щурманска бойна част на ракетна корвета проект 1241.1 - № 101 „Мълния“ в 10 бригада леки сили – гр. Созопол
- 1995 – 1996 Помощник-командир на ракетен катер проект 205У - № 102 „Ураган“ в 10 бригада леки сили – гр. Созопол
- 1996 – 1998 Помощник-командир на ракетна корвета проект 1241.1 - № 101 „Мълния“ в 10 бригада леки сили – гр. Созопол
- 1998 – 2001 Командир на ракетни катери прект 205У - № 104 „Гръм“ и № 102 „Ураган“ в 10 бригада леки сили – гр. Созопол
- 2001 – 2002 Командир на ракетна корвета проект 1241.1 - № 101 „Мълния“ в 10 бригада леки сили – гр. Созопол
- 2002 – 2004 Слушател във ВА „Георги С. Раковски“ гр. София
- 2004 – 2006 Старши помощник-началник по ударните сили на ВМС в отдел „Планиране и управление на операциите“ в Щаба на ВМС
- 2006 – 2008 Старши помощник-началник по противоминните сили в отдел „Планиране и управление на операциите“ в Щаба на ВМС
- 2008 – 2013 Командир на фрегата във военно формирование 22480 – гр. Бургас
- 2013 – 2014 Началник на Щаба на 18-ти дивизион кораби спомагателно назначение – гр. Варна
- 2014 – 2016 Командир на 18-ти дивизион кораби спомагателно назначение – гр. Варна
- 2016 – 2017 Военноморски команден колеж в Нюпорт, Роуд Айлънд, САЩ.
- 2017 – 2021 Началник на отдел „Планиране, развитие и бюджетиране на ВМС“ в Щаба на ВМС
- 2021 – 2022 Началник на отдел „НАТО, ЕС и регионални инициативи“ в дирекция „Стратегическо планиране“ в Щаба на отбраната.
- 1 август 2022 – 6 януари 2025 Началник на щаба на Съвместното командване на силите.[2][3]

От 6 януари 2025 г. е заместник-началник на Съвместното командване на силите

## Образование:
- 1984 – 1989 Първа езикова гимназия с немски език, гр. Варна
- 1989 – 1994 ВВМУ „Н. Й. Вапцаров“- магистърска степен по специалност „Корабоводене за ВМС“
- 1998 – Курс по международно хуманитарно право за военноморските сили
- 2000 – Курс по основните принципи свързани с лидерската култура на въоръжените сили и етичните основи на професията на войника във ФРГ
- 2002 – 2004 Военна академия „Георги С. Раковски“ – магистърска степен в професионално направление „Военно дело“ – „Организация и управление на оперативно-тактическите формирования от Военноморските сили“
- 2007 – Курс по английски език за военнослужещи в база Бордън, Торонто, Канада
- 2013 – Военна академия „Георги С. Раковски“ – Стратегически курс
- 2016 – 2017 Военноморски команден колеж в Нюпорт, Роуд Айлънд, САЩ
- 2019 – Курс за старши (висши) офицери по процесите на планиране в училището на НАТО за подготовка на личен състав на оперативно ниво в гр. Оберамергау, ФРГ
- владее: английски, немски и руски език

## Военни звания
- Лейтенант (1994)
- Старши лейтенант (1996)
- Капитан-лейтенант (1999)
- Капитан III ранг (2004)
- Капитан II ранг (2007)
- Капитан I ранг (2014)
- Флотилен адмирал (1 август 2022)[5]

## Награди
- Награден знак „За отлична служба“ – II степен,
- Награден знак „За отлична служба“ – I степен,
- Почетен знак на Министерството на отбраната „Св. Георги“ II степен,
- Награден знак „За доблестна служба“,
- Предметни награди, морални поощрения и грамоти.